# Udea vacunalis
Udea vacunalis is een vlinder uit de familie van de grasmotten (Crambidae), uit de onderfamilie van de Spilomelinae. De wetenschappelijke naam van deze soort is voor het eerst voorgesteld als Botis vacunalis door Augustus Radcliffe Grote in een publicatie uit 1881.
De soort komt voor in het westen van de Verenigde Staten.